# 마릴린 마주르
마릴린 마주르(Marilyn Mazur, 1955년 1월 18일 ~ )는 덴마크의 타악기 연주자이자 드러머, 작곡가, 보컬리스트, 피아니스트 및 밴드의 리더이다. 그녀는 뉴욕에서 태어났으며 6세 때부터 덴마크에 거주했다. 그녀는 폴란드와 아프리카계 미국인이다. 1975년부터 Alex Riel의 Six Winds와 다양한 그룹의 타악기 연주자로 활동했다. 마릴린 마주르는 덴마크 음악 아카데미(Royal Danish Academy of Music)에서 타악기 학위를 받았지만 다양한 음악을 스스로 익히고 습득했다.

## 음악적 삶
그녀는 훌륭한 음악가들과 작업을 함께했다. 함께한 음악가로는 존 치카이 , 피에르 Dørge (뉴 정글 오케스트라), 닐스헤닝 외르스테드 페데르센, 팔레 미켈 보그 , 아릴 드 앤더슨 , 에버 웨버 , 피터 코 월드 , 잔느 리, 얀 가르 바 레크, 마일즈 데이비스, 웨인 쇼터 등이 있다.
1989년 그녀는 피아니스트 Elvira Plenar , 가수 Aina Kemanis , 트럼펫 연주자 닐스 페테르 몰베르, 그녀의 남편 Klavs Hovman (베이스) 그리고 Audun Kleive와 함께 두 번째 퍼커션 밴드인 Future Song을 만들었다. 나중에 재즈 보컬리스트인 Tone Åse가 밴드에 합류하며 함께 활동을 이어가게 된다. 두 번째 프로젝트인 Percussion Paradise에서 Benita Haastrup , Lisbeth Diers 및 Birgit Løkke와 꾸준한 활동을 계속한다.
1989년, 1990년, 1995년, 1997년, 1998년 및 2002년에 세계적인 미국의 음악 매거진 《다운 비트》(Down Beat)은 마릴린 마주르를 "해마다 위대한 아티스트로 인정 받을 만한 매력적인 퍼커셔니스트"로 주목하기도 했다. 2001년에는 세계적으로 우수한 재즈 아티스트에게 수여되는 상인 Jazzpar상을 수상한다.

## 사진

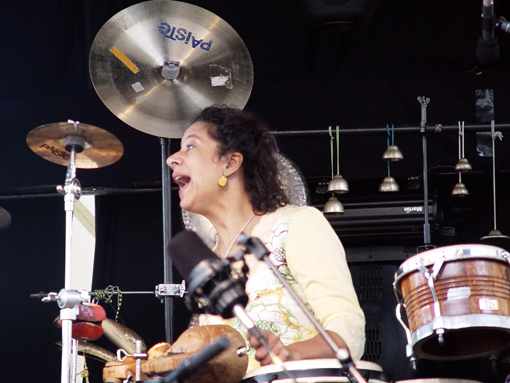
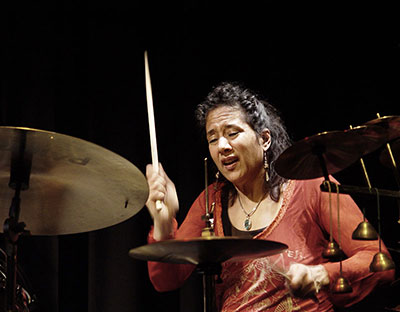
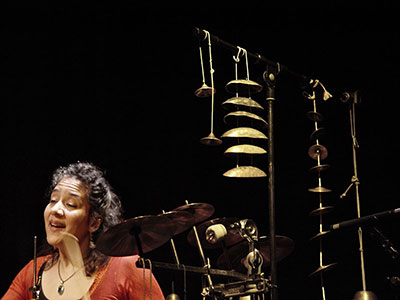
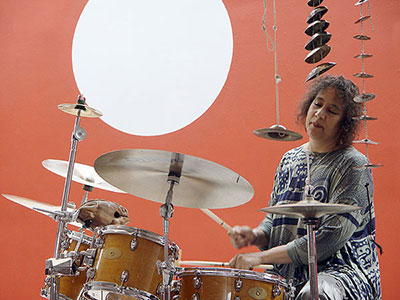
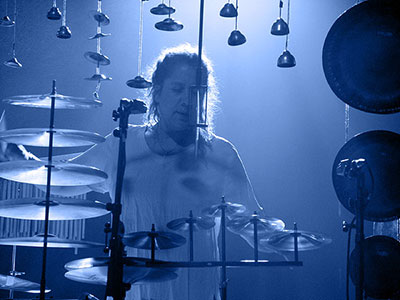
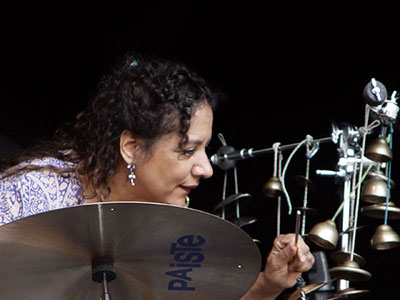
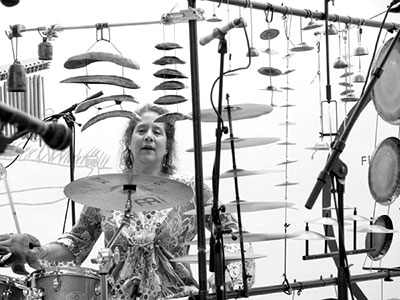

## 레코드 분류
마릴린 마주르, 조세핀 크론 홈 , 존 테일러 , 앤더스 조민
- Celestial Circle ( ECM, 2011)

Marilyn Mazur, 얀 가르바레크
- Twelve Moons (ECM, 1992)
- Visible World (ECM, 1995)
- Rites (ECM, 1998)
- Elixir (ECM, 2008)

마릴린 마주르의 Future Song
- Future Song (veraBra, 1990)
- Small Labyrinths (ECM, 1994)
- All the Birds (Stunt, 2002)
- Daylight Stories (Stunt, 2004)

Ocean Fables
- Havblik (veraBra, 1991)

마릴린 마주 르 & 펄스 단위
- Circular Chant (Storyville, 1995)

Marilyn Mazur Group
- Tangled Temptations & The Magic Box (Stunt, 2010)

Palle Mikkelborg & 마일스 데이비스와 함께
- Aura (1985)

케틸 비에른스타와 함께
- La Notte (ECM, 2013)

린지 쿠퍼 와
- Oh Moscow (Victoriaville, 1989)

존 발크 & 마그네틱 노스 오케스트라
- Further (ECM, 1993)

Yelena Eckemoff와 함께
- Forget-me-not (L & H Production, 2012)

Harry Beckett & Chris McGregor와 함께
- Grandmothers Teachings (ITM, 1995)

Gil Evans & Laurent Cugny와 함께
- - Rhythm A Ning] (EmArcy, 1988)
  - Golden Hair (EmArcy, 1988)

에버 하드 웨버
- Stages of a Long Journey (ECM, 2005)

Kirsten Bråten Berg와 함께
- Stemmenes skygge (Heilo, 2005), Lena Willemark와 함께

밴드 출연
- Miles Davis Band (1985–1986, 1988–1989)
- Gil Evans Orchestra (1986)
- Wayne Shorter (1987)

## 참고 문헌
1. 1 2 3  “Tanz zwischen den Genres”. 《Badische Zeitung》 (독일어). 2011년 12월 12일. 2015년 11월 8일에 확인함.